# Fernand Foisy
Fernand Foisy (né le 16 juin 1934 à Montréal et mort le 1er septembre 2018 à Saint-Eustache) est un syndicaliste et un écrivain québécois.

## Biographie
Fernand Foisy, né le 16 juin 1934 dans le quartier Rosemont à Montréal, est le premier fils de Lucienne Paquette et de Guillaume Foisy, peintre en bâtiment. Il a deux frères : Jean-Jacques, né le 4 mai 1940, camionneur à la Ville de Montréal, maintenant retraité, et Lucien, né le 7 mai 1945, retraité et ex-directeur des Éditions internationales de l'école polytechnique de Montréal.

### À la Ville de Montréal
En octobre 1953, Fernand Foisy est embauché à titre de commis au service de la comptabilité de la Ville de Montréal. Il décide, une dizaine d'années plus tard de militer à l'intérieur de son syndicat, le Syndicat des fonctionnaires municipaux de la Ville de Montréal (cols blancs – 6 000 employé-e-s), affilié à la Confédération des syndicats nationaux (CSN). En novembre 1965, il est élu « directeur » au conseil syndical. Il est choisi pour siéger au comité exécutif de son syndicat à titre de vice-président.  Il y est nommé responsable du comité d'éducation syndicale. Les employé-e-s cols blancs de la ville de Montréal font la grève en 1967 et Foisy est très présent. Il crée également cette même année le journal mensuel de son syndicat, le Col blanc, dont il est le rédacteur en chef.
Il rencontre Michel Chartrand à l'imprimerie de celui-ci, Les Presses sociales, à Longueuil, en 1967. En 1968, il revoit Michel Chartrand au Conseil central de Montréal de la CSN. Les deux développent une complicité qui perdure.

### Avec la CSN
Au début de 1968, Fernand Foisy délaisse quelque peu la négociation de conventions collectives pour aller plutôt militer en faveur des revendications sociales et politiques.  En mai 1968, il est élu vice-président du Conseil central des syndicats nationaux de Montréal, (CCSNM).  À ce moment, le CCSNM compte plus de 65 000 membres affiliés à la CSN dans la grande région de Montréal.
C'est d'ailleurs avec l'aide de Foisy que Michel Chartrand sera élu à la présidence du Conseil central de Montréal en 1968.  Chartrand lui demandera de devenir secrétaire général du CCSNM, la cheville ouvrière au Conseil central. Foisy et Chartrand, pendant près de six ans, travailleront ensemble, pour faire du CCSNM un organisme fort et influent au point de vue social à l'intérieur même de la CSN.  C'est l'application immédiate du « deuxième front » préconisé par Marcel Pepin, le président de la CSN.
Fernand Foisy est également à l'origine de la création d'un autre journal pour les travailleurs. Il devient rédacteur en chef du journal Le Travail de Montréal, un mensuel tiré à 25 000 exemplaires. L'une de ses originalités est qu'il est distribué par le Mouvement de libération du taxi à Montréal sur tous les lieux de travail des syndiqués.
Pendant la crise d'octobre 1970, Michel Chartrand est emprisonné durant quatre mois. C'est Foisy, assisté du premier vice-président, Victor Leroux, qui prend la direction du Conseil central de Montréal, jusqu'à la libération de Chartrand en mars 1971.
Pendant cinq ans le duo Chartrand - Foisy sera attaqué par différents représentants syndicaux rattachés de très près à l'exécutif de la CSN, et ce afin de les déloger du Conseil central de Montréal. Deux frères-ennemis s'affrontent : Pepin et Chartrand. Les pro-Pepin réussiront, de justesse, à défaire l'équipe lors du congrès d'avril 1974. Il en résulte que mis à part Michel Chartrand contre lequel les pro-Pépin n'avaient proposé aucun opposant, toute l'équipe pro-Chartrand est défaite. Chartrand se retrouve ainsi seul et isolé au sein de son comité exécutif.

### Vers la retraite
Fernand Foisy, après sa défaite, retourne à ses fonctions à la Ville de Montréal, mais demeure cependant toujours président de la Commission de crédit de la Caisse populaire Desjardins des Syndicats nationaux de Montréal. Parce qu'entretemps la Caisse a vu augmenter ses actifs considérablement, Fernand Foisy quitte son poste à la Ville de Montréal et en devient le gérant du crédit, un poste qu'il occupera jusqu'en septembre 1985. Il retourne travailler à la Ville de Montréal, pour y prendre sa retraite en décembre 1985.
Il met ensuite ses énergies de façon bénévole, à la disposition de la Fondation pour aider les travailleuses et les travailleurs accidenté(es) (FATA), organisme créé par Michel Chartrand en 1983.  Il en est le trésorier et membre du conseil d'administration.
À partir de 1992 il décide d'écrire sur Michel Chartrand.

## Livres
- Michel Chartrand / Les dires d'un homme de parole, Lanctôt éditeur, 5 mai 1997  (ISBN 2-89485-032-8)
- Michel Chartrand / Les voies d'un homme de parole, Lanctôt éditeur, 15 novembre 1999, 301 pages  (ISBN 978-2-89485-111-1)
- Sacré Chartrand !, Lanctôt éditeur, 2002  (ISBN 2-89485-218-5)
- Michel Chartrand / La colère du juste (1968-2003), Lanctôt éditeur, 2003, 318 pages  (ISBN 978-2-89485-270-5)